# ベイブット・シュメノフ
ベイブット・シュメノフ（Beibut Shumenov、カザフ語: Бейбіт Әмірханұлы Шүменов、1983年8月19日 - ）は、カザフスタンの男性プロボクサー。シムケント出身。元WBA世界ライトヘビー級スーパー王者。元WBA世界クルーザー級レギュラー王者。世界2階級制覇王者。

## 来歴
父親は会計士、母親は教師の比較的裕福な家庭に生まれる。両親が働いていたことから、代わりに叔母がシュメノフの面倒を見ていたが、間違ってシュメノフに有毒なミルクを与えてしまう。叔母はこの事に気づくが責任を問われることが怖くて誰にも話さなかった。2週間後ようやく父親がシュメノフの異変に気がつき、慌てて病院に駆け込む。しかし既に毒が全身に回っており、医師から余命2、3日と宣告を受ける。奇跡的に一命を取り留めるが、この時の影響で幼少期のシュメノフは免疫力が弱く、肺に疾患を持ち体力が無く非常に虚弱体質で頻繁に病院に通っていた。強さにあこがれていたシュメノフは6歳の時にテコンドーと空手をはじめる、それからさらにレスリング、キックボクシング、ムエタイを始め、ボクシングを始めたのは13歳の時だった。

### アマチュア時代
2000年11月、ハンガリーブダペストで開催された世界ジュニア選手権にミドル級（75kg）で出場したが、2回戦でチャド・ドーソンに敗れた。
2003年7月、タイバンコクで開催された世界ボクシング選手権にライトヘビー級（81kg）で出場したが、2回戦で敗退した。
2004年8月、カザフスタン代表としてアテネオリンピックにライトヘビー級（81kg）で出場したが、2回戦で敗退した。

### プロ時代
プロ転向後、兄チンギス・シュメノフとともにアメリカ合衆国に移住し、兄と協力者が設立したプロモーターKZ・イベント・プロモーションと契約を交わし拠点をネバダ州ラスベガスに置いた。
2007年11月17日、ノースカロライナ州ウィルソンでウォルター・エドワーズと対戦し、初回2分58秒TKO勝ちを収めデビュー戦を白星で飾った。
2008年4月10日、ABCOライトヘビー級王座決定戦並びにPABAライトヘビー級暫定王座決定戦をドネル・ウィギンスと行い、2回2分11秒KO勝ちを収め王座獲得に成功した。
2008年4月22日、ABCO王座並びにPABA暫定王座の防衛並びにWBOアジア太平洋ライトヘビー級王座決定戦をラベル・フィンガーと行い、初回1分5秒KO勝ちを収め、ABCO王座とPABA暫定王座の初防衛、WBOアジア太平洋王座の獲得に成功した。
2008年8月2日、元WBC世界ライトヘビー級王者モンテル・グリフィンと対戦し、12回3-0（120-107、2者が120-108）の判定勝ちを収めABCO王座の2度目、WBOアジア太平洋王座の初防衛に成功した。
2009年5月9日、ABCO王座並びにWBOアジア太平洋王座の防衛並びにPABA暫定王座並びにIBA世界ライトヘビー級王座決定戦を元WBA世界スーパーミドル級王者バイロン・ミッチェルと行い、4回2分58秒TKO勝ちを収めABCO王座の3度目、WBOアジア太平洋王座の2度目の防衛、PABA暫定王座への返り咲き、IBA王座の獲得に成功した。
2009年8月15日、カザフスタンアスタナのスポーツ・コンプレックス“ダウレット”でWBA世界ライトヘビー級王者ガブリエル・カンピージョと対戦し、プロ初黒星となる12回0-2（113-113、113-114、111-115）の判定負けを喫し、王座獲得に失敗した。
2010年1月29日、ハードロック・ホテル・アンド・カジノ内ザ・ジョイントでWBA世界ライトヘビー級王者ガブリエル・カンピージョと対戦し、12回2-1（111-117、117-111、115-113）の判定勝ちを収め4ヵ月ぶりの再戦を制すると共にWBA王座獲得、IBA王座は初防衛に成功した。
2010年7月23日、カリフォルニア州キングス郡リムーアのタチパレス・ホテル・アンド・カジノでWBA世界ライトヘビー級2位のヴャチェスラフ・ウセルコフと対戦し、12回3-0（117-109、2者が118-108）の判定勝ちでWBA王座は初防衛、IBA王座の2度目の防衛に成功した。
2011年1月8日、カザフスタンシムケントのスポーツ・パレスでウィリアム・ジョッピーと対戦し、6回15秒KO勝ちでWBA王座は2度目、IBA王座は3度目の防衛に成功した。当初はユルゲン・ブリーマーと対戦予定だったが、ブリーマーがインフルエンザを理由に欠場し急遽ジョッピーが代役となった。
2012年6月12日、ハードロック・ホテル・アンド・カジノ内にあるザ・ジョイントでWBA世界ライトヘビー級15位のエンリケ・オルネラスと対戦し、12回3-0（3者とも120-108）の判定勝ちでWBA王座は4度目、IBA王座は5度目の防衛に成功した。
WBO世界ライトヘビー級王者ネイサン・クレバリーやWBC世界ライトヘビー級王者チャド・ドーソンとの統一戦を模索するが交渉が失敗に終わり、交渉の煩わしさや自己プロモーションや自己マネージメントに限界を感じたシュメノフは、オスカー・デ・ラ・ホーヤ率いるゴールデンボーイ・プロモーションズと契約を交わした。
2013年10月8日、WBAはシュメトフを正規王者からスーパー王座に昇格した。
2013年12月14日、テキサス州サンアントニオのアラモドームで元WBF世界ライトヘビー級王者でWBA世界ライトヘビー級14位のタマシュ・コバックス（スロバキア）と対戦し、3回2分55秒TKO勝ちを収めWBA王座の5度目、IBA王座の6度目の防衛に成功した。試合後、観戦に訪れていたIBF世界ライトヘビー級王者バーナード・ホプキンスと一緒にインタビューに応じ、ホプキンスとの王座統一戦を希望した。
2014年4月19日、ワシントンD.C.のDCアーモリーでIBF世界ライトヘビー級王者バーナード・ホプキンスと王座統一戦を行い、12回1-2（114-113、111-116×2）の判定負けを喫し王座統一に失敗、WBA王座の6度目、IBA王座の7度目の防衛に失敗しWBA王座とIBA王座から陥落、IBF王座の獲得に失敗した。シュメノフが保持していたIBA王座はホプキンスが団体への認定料の支払いを拒否したため空位となった。
クルーザー級への転向にあたって、キューバ人トレーナーのイスマエル・サラスをトレーナーに招へいした。
2014年12月13日、MGMグランド・ガーデン・アリーナでボビー・トーマス・ジュニアとクルーザー級契約8回戦を行い、トーマスが5回終了時棄権を申し出た為再起に成功した。
2015年1月9日、ゴールデンボーイ・プロモーションズからプロモート権を破棄されたことで、同プロモーションを離脱した。
2015年6月20日、MGMグランド・ガーデン・アリーナでWBA世界クルーザー級3位のBJ・フローレスとWBA世界クルーザー級暫定王座決定戦を行う予定だったが、シュメノフがトレーニング中に肩を負傷し延期となった。
2015年7月25日、ラスベガスのパームス内ザ・パールでWBA世界クルーザー級3位のBJ・フローレスとWBA世界クルーザー級暫定王座決定戦を行い、12回3-0（3者とも116-112）の判定勝ちを収め暫定ながら2階級制覇を達成した。
2015年12月18日、ザ・パールで元WBC世界クルーザー級王者でWBA世界クルーザー級11位のクシシュトフ・ヴウォダルチクと対戦し、初防衛を目指す予定だったがシュメノフが負傷したため中止になった。
2016年5月20日、WBAはシュメノフを暫定王者からレギュラー王者に昇格した。
2016年5月21日、ザ・コスモポリタン内チェルシー・ボール・ルームでエリスランディ・ララ対バネス・マーティロスヤン戦の前座でWBA世界クルーザー級11位のジュニア・ライトとWBA世界クルーザー級レギュラー王座決定戦を行い、10回1分4秒ライト陣営のタオル投入でのTKO勝ちを収め、王座獲得に成功した。勝ったシュメノフはWBA世界クルーザー級スーパー王者のデニス・レベデフと同日から120日以内に対戦し、その勝者は暫定王者のユニエル・ドルティコスと対戦するよう指令を受けた。
2016年8月17日、ベイブット・シュメノフと対戦するようWBAから指令を出されていたデニス・レベデフが指令を無視してムラト・ガシエフとの対戦を決めたことに対し、シュメノフはWBAにレベデフの王座を剥奪するよう要請した。
2016年11月14日、WBA世界クルーザー級レギュラー王者ベイブット・シュメノフとWBA世界クルーザー級暫定王者ユニエル・ドルティコスの間で行われる団体内王座統一戦の入札が行われ、ドルティコス擁するカリブプロモーションズが35万1ドルで興行権を落札し、ファイトマネーの分配はシュメノフが75%に当たる26万2500ドル（約2900万円）、ドルティコスが25%に当たる8万7500ドル（約970万円）となった。シュメノフ擁するTGBプロモーションズの入札額は20万1000ドルだった。
2016年12月23日、ベイブット・シュメノフ陣営とユニエル・ドルティコス陣営はムラト・ガシエフ戦に敗れたデニス・レベデフからWBA世界クルーザー級スーパー王座を剥奪するようWBAに要求した。
2017年1月31日、ベイブット・シュメノフ対ユニエル・ドルティコス戦の興行権をドルティコス擁するカリブプロモーションズが35万1ドルで落札したものの、ベイブット・シュメノフ対ユニエル・ドルティコス戦を行う様子が無い為、WBAはカリブプロモーションズから興行権を剥奪してTGBプロモーションズに興行権を与えた。
2017年4月29日、ラスベガスのパームスでWBA世界クルーザー級暫定王者のユニエル・ドルティコスと団体内王座統一戦を行う予定だったが、シュメノフがスパーリング中に目を負傷したため延期になった。
2017年6月19日、シュメノフが角膜びらんと診断され、再発すれば失明の危険があるとの医師の勧告を受け、同月15日にWBA世界クルーザー級レギュラー王座を返上した。WBAは暫定王者のユニエル・ドルティコスをレギュラー王座に昇格させた。
2017年6月26日、眼疾を理由に現役引退を表明した。
2018年1月29日、現役復帰を発表した。
2018年7月7日、アスタナのバリス・アリーナにてWBA世界クルーザー級レギュラー王座決定戦をWBA世界クルーザー級2位のヒズニ・アルトゥンカヤと行い、9回終了時にアルトゥンカヤが棄権した為2年ぶりの王座に返り咲いた。
2019年2月13日、WBA世界クルーザー級レギュラー王者ベイブット・シュメノフとWBA世界クルーザー級ゴールド王者アルセン・グラミリアンとの団体内王座統一戦の入札が行われ、シュメノフ擁するドン・キングが821,000ドル（約9千万円）で興行権を落札し、ファイトマネーの分配はシュメノフが55%に当たる451,550ドル（約4900万円）、グラミリアンが45%に当たる369,450ドル（約4000万円）となった。グラミリアン擁するルイス・アカリエス率いるユニベント・イベント入札額は621,500ドルだった。
2019年5月31日、WBAは興行権を落札したドン・キングが5月中旬にカザフスタンで開催を予定していた興行を開催しなかったとして、レギュラー王者ベイブット・シュメノフを休養王者に認定し、ゴールド王者アルセン・グラミリアンをレギュラー王座に昇格した。
2019年9月1日、シュメノフが休養王者からレギュラー王者に復帰した。
2020年11月30日、WBAは、レギュラー王者のベイブット・シュメノフと暫定王者のリヤド・メルウィーに団体内統一戦を行うよう指令した。
2021年1月29日、WBAは、2018年7月以来約2年6カ月間試合をしていなかったシュメノフのレギュラー王座を剥奪し、暫定王者リヤド・メルウィーをレギュラー王者に昇格させた。

## 戦績
- アマチュアボクシング： 200戦 185勝 15敗
- プロボクシング： 20戦 18勝 （12KO） 2敗

| 戦           | 日付           | 勝敗 | 時間     | 内容    | 対戦相手                   | 国籍           | 備考                                                                                             |
| ------------ | -------------- | ---- | -------- | ------- | -------------------------- | -------------- | ------------------------------------------------------------------------------------------------ |
| 1            | 2007年11月17日 | ☆    | 1R 2:58  | TKO     | ウォルター・エドワーズ     | アメリカ合衆国 | プロデビュー戦                                                                                   |
| 2            | 2008年2月22日  | ☆    | 1R 2:23  | KO      | セドリック・ハワード       | アメリカ合衆国 |                                                                                                  |
| 3            | 2008年3月21日  | ☆    | 4R 1:43  | TKO     | シャノン・ミラー           | アメリカ合衆国 |                                                                                                  |
| 4            | 2008年4月10日  | ☆    | 2R 2:11  | KO      | ドネル・ウィギンス         | アメリカ合衆国 | ABCOライトヘビー級王座決定戦 PABAライトヘビー級暫定王座決定戦                                    |
| 5            | 2008年4月22日  | ☆    | 1R 1:05  | KO      | リーベリ・フィンガー       | アメリカ合衆国 | WBOアジア太平洋ライトヘビー級王座決定戦 ABCO防衛1・PABA防衛1                                     |
| 6            | 2008年8月2日   | ☆    | 12R      | 判定3-0 | モンテル・グリフィン       | アメリカ合衆国 | WBOアジア太平洋防衛1・ABCO防衛2                                                                  |
| 7            | 2008年12月13日 | ☆    | 10R      | 判定3-0 | エピファニオ・メンドーサ   | コロンビア     |                                                                                                  |
| 8            | 2009年5月9日   | ☆    | 4R 2:58  | TKO     | バイロン・ミッチェル       | アメリカ合衆国 | IBA世界ライトヘビー級王座決定戦 PABAライトヘビー級暫定王座決定戦 WBOアジア太平洋防衛2・ABCO防衛3 |
| 9            | 2009年8月15日  | ★    | 12R      | 判定0-2 | ガブリエル・カンピージョ   | スペイン       | WBA世界ライトヘビー級タイトルマッチ                                                              |
| 10           | 2010年1月29日  | ☆    | 12R      | 判定2-1 | ガブリエル・カンピージョ   | スペイン       | WBA世界ライトヘビー級タイトルマッチ                                                              |
| 11           | 2010年7月23日  | ☆    | 12R      | 判定3-0 | ヴャチェスラフ・ウセルコフ | ウクライナ     | WBA防衛1                                                                                         |
| 12           | 2011年1月8日   | ☆    | 6R 0:15  | KO      | ウィリアム・ジョッピー     | アメリカ合衆国 | WBA防衛2                                                                                         |
| 13           | 2011年7月29日  | ☆    | 9R 0:46  | TKO     | ダニー・サンティアーゴ     | アメリカ合衆国 | WBA防衛3                                                                                         |
| 14           | 2012年6月2日   | ☆    | 12R      | 判定3-0 | エンリケ・オルネラス       | メキシコ       | WBA防衛4→スーパー王座認定                                                                        |
| 15           | 2013年12月14日 | ☆    | 3R 2:55  | TKO     | タマシュ・コバックス       | スロバキア     | WBA防衛5                                                                                         |
| 16           | 2014年4月19日  | ★    | 12R      | 判定1-2 | バーナード・ホプキンス     | アメリカ合衆国 | WBA・IBF世界ライトヘビー級王座統一戦 WBA王座陥落                                                 |
| 17           | 2014年12月13日 | ☆    | 5R終了   | TKO     | ボビー・トーマス・ジュニア | アメリカ合衆国 |                                                                                                  |
| 18           | 2015年7月25日  | ☆    | 12R      | 判定3-0 | BJ・フローレス             | アメリカ合衆国 | WBA世界クルーザー級暫定王座決定戦→レギュラー王座認定                                             |
| 19           | 2016年5月21日  | ☆    | 10R 1:04 | TKO     | ジュニア・ライト           | アメリカ合衆国 | WBA世界クルーザー級レギュラー王座決定戦                                                          |
| 20           | 2018年7月7日   | ☆    | 9R終了   | TKO     | ヒズニ・アルトゥンカヤ     | トルコ         | WBA世界クルーザー級レギュラー王座決定戦                                                          |
| テンプレート |                |      |          |         |                            |                |                                                                                                  |

## 獲得タイトル
- ABCOライトヘビー級王座（防衛3度）
- PABAライトヘビー級暫定王座（防衛1度）
- WBOアジア太平洋ライトヘビー級王座（防衛2度）
- PABAライトヘビー級暫定王座（2期目、防衛0度）
- WBA世界ライトヘビー級王座（防衛4度=スーパー王座に認定）
- IBA世界ライトヘビー級王座（防衛6度）
- WBA世界ライトヘビー級スーパー王座（防衛1度）
- WBA世界クルーザー級暫定王座（防衛0=レギュラー王座に認定）
- WBA世界クルーザー級レギュラー王座（防衛0度=返上）
- WBA世界クルーザー級レギュラー王座（防衛0度=休養王座に認定）
- WBA世界クルーザー級休養王座（防衛0度=レギュラー王座に認定）
- WBA世界クルーザー級レギュラー王座（防衛0度=剥奪）

## 受賞歴
- ABCO表彰式
  - 2008年度年間最優秀選手賞